# Robbins Entertainment
Robbins Entertainment é uma gravadora dos Estados Unidos.